# 島田久
島田 久（しまだ ひさし、1935年3月21日 - 2010年6月14日）は、日本の政治家。元衆議院議員（1期）。次男は、元東京都議会議員の島田幸成（立憲民主党東京都第25区総支部長）。

## 経歴
羽村市出身。東京都立農林高等学校卒業後、日本社会党中央本部に奉職。北条秀一衆議院議員公設秘書・羽村町議会議員を経て学校法人多摩児童学院（現在の菅生学園）を設立、理事長に就任。1989年に東京都議会議員に当選し、1993年の落選を経て2期務める。
2000年6月、都議会議員を任期途中で辞職して第42回衆議院議員総選挙に東京都第25区より立候補するが、自民党前職の石川要三に敗北し、落選。2003年の総選挙では、石川の後継者となった新人・井上信治に惜敗したものの、比例復活当選を果たし、民主党に所属する。2005年の第44回衆議院議員総選挙において、同区より立候補するも再び落選。
2007年より東海大学菅生高等学校名誉校長も務めた。2010年6月14日、肺炎により死去。

## 政策
- 選択的夫婦別姓制度導入を支持。選択肢が豊富で人権が尊重される社会にするためには、選択的夫婦別姓など女性の社会的地位を向上させる民法の改正は不可欠。民法の改正なくして真の男女平等はない。」と述べていた[2]。